# Mannschaftskader der polnischen Mannschaftsmeisterschaft im Schach 1960
Die Liste der Mannschaftskader der polnischen Mannschaftsmeisterschaft im Schach 1960 enthält alle Spieler, die in der Endrunde der polnischen Mannschaftsmeisterschaft im Schach 1960 mindestens einmal eingesetzt wurden, mit ihren Einzelergebnissen.

## Allgemeines
Während Hetman Wrocław, Grunwald Poznań und Portowiec Gdańsk mit je neun eingesetzten Spielern auskamen, spielten bei AZS Kraków 13 Spieler mindestens eine Partie. Insgesamt kamen 114 Spieler zum Einsatz, von denen 51 keinen Wettkampf versäumten. Punktbeste Spielerin war Anna Jurczyńska (KKSz WDK Kraków) mit 8,5 Punkten aus 10 Partien, je 8 Punkte aus 10 Partien erreichten Danuta Samolewicz (Pogoń Wrocław), Wiktor Balcarek (Start Katowice) und Andrzej Sydor (Maraton Warszawa). Kein Spieler erreichte 100 %, das prozentual beste Ergebnis gelang Orest Słobodzian (KKSz WDK Kraków) mit 4,5 Punkten aus 5 Partien.

## Legende
Die nachstehenden Tabellen enthalten folgende Informationen:
- Nr.: Ranglistennummer; ein zusätzliches „J“ bezeichnet Jugendliche, ein zusätzliches „W“ Frauen
- Pkt.: Anzahl der erreichten Punkte
- Partien: Anzahl der gespielten Partien

## WKSz Legion Warszawa
| Nr. | Name                  | Pkt. | Partien |
| --- | --------------------- | ---- | ------- |
| 1   | Andrzej Filipowicz    | 3,5  | 10      |
| 2   | Janusz Szukszta       | 7    | 10      |
| 3   | Stanisław Gawlikowski | 6    | 9       |
| 4   | Władysław Litmanowicz | 4,5  | 9       |
| 5   | Natan Borowski        | 6    | 7       |
| 6   | Marian Ziembiński     | 2,5  | 5       |
| 7   | Andrzej Adamski       | 7    | 9       |
| 8   | Waldemar Kurowski     | 0    | 1       |
| J1  | Rafał Marszałek       | 3,5  | 5       |
| J2  | Jan Adamski           | 4    | 5       |
| W1  | Mirosława Litmanowicz | 7,5  | 10      |

## KKSz WDK Kraków
| Nr. | Name                | Pkt. | Partien |
| --- | ------------------- | ---- | ------- |
| 1   | Bogdan Śliwa        | 6,5  | 10      |
| 2   | Edward Arłamowski   | 2,5  | 5       |
| 3   | Edward Knapczyk     | 1    | 2       |
| 4   | Tadeusz Ciejka      | 5    | 10      |
| 5   | Czesław Wesołowski  | 5    | 8       |
| 6   | Orest Słobodzian    | 4,5  | 5       |
| 7   | Jacek Ruszczycki    | 6,5  | 9       |
| 8   | Ryszard Gąsiorowski | 5    | 8       |
| 9   | Marek Korfel        | 0,5  | 3       |
| J1  | Stanisław Porębski  | 6,5  | 10      |
| W1  | Anna Jurczyńska     | 8,5  | 10      |

## KS Start Katowice
| Nr. | Name                   | Pkt. | Partien |
| --- | ---------------------- | ---- | ------- |
| 1   | Stefan Brzózka         | 5    | 10      |
| 2   | Wiktor Balcarek        | 8    | 10      |
| 3   | Adam Dzięciołowski     | 6,5  | 10      |
| 4   | Edward Nahlik          | 7,5  | 10      |
| 5   | Emil Sojka             | 1,5  | 3       |
| 6   | Zygmunt Kloza          | 5,5  | 8       |
| 7   | Stanisław Kornasiewicz | 4    | 6       |
| 8   | Marek Szpakowski       | 2    | 3       |
| J1  | Antoni Sieroń          | 3    | 7       |
| J2  | Wojciech Radecki       | 1    | 3       |
| W1  | Krystyna Radzikowska   | 2,5  | 4       |
| W2  | Aleksandra Szpakowska  | 3    | 6       |

## KKS KS Maraton Warszawa
| Nr. | Name                | Pkt. | Partien |
| --- | ------------------- | ---- | ------- |
| 1   | Kazimierz Plater    | 4,5  | 10      |
| 2   | Romuald Grąbczewski | 5    | 10      |
| 3   | Andrzej Sydor       | 8    | 10      |
| 4   | Tadeusz Dworak      | 2    | 7       |
| 5   | J.Załęski           | 6    | 10      |
| 6   | Marian Filipek      | 1,5  | 5       |
| 7   | Bogumił Jarosz      | 2,5  | 8       |
| J1  | Bogdan Olejarczyk   | 7,5  | 10      |
| W1  | Romana Sobolewska   | 4    | 7       |
| W2  | Barbara Gos         | 2    | 3       |

## KKS Hetman Wrocław
| Nr. | Name                 | Pkt. | Partien |
| --- | -------------------- | ---- | ------- |
| 1   | Stefan Witkowski     | 4,5  | 10      |
| 2   | Czesław Błaszczak    | 5,5  | 10      |
| 3   | Zbigniew Terlecki    | 4    | 9       |
| 4   | Leszek Chrzanowski   | 4,5  | 10      |
| 5   | Stanisław Ćwiąkała   | 6    | 9       |
| 6   | Mieczysław Martan    | 0,5  | 3       |
| 7   | Zdzisław Kwaśniewski | 5,5  | 9       |
| J1  | Janusz Śledziewski   | 6,5  | 10      |
| W1  | Henryka Jochelson    | 4    | 10      |

## LKS Pogoń Wrocław
| Nr. | Name                  | Pkt. | Partien |
| --- | --------------------- | ---- | ------- |
| 1   | Władysław Pojedziniec | 5,5  | 10      |
| 2   | Romuald Kuśnierz      | 4    | 10      |
| 3   | Ryszard Wyganowski    | 5    | 10      |
| 4   | Władysław Rudak       | 4,5  | 8       |
| 5   | Michał Kowalski       | 1    | 6       |
| 6   | Ryszard Pędziński     | 0,5  | 3       |
| 7   | Erwin Tiberger        | 6    | 8       |
| 8   | Jerzy Koszarski       | 2    | 5       |
| J1  | Witold Krawiec        | 2    | 10      |
| W1  | Danuta Samolewicz     | 8    | 10      |

## SKS Start Łódź
| Nr. | Name               | Pkt. | Partien |
| --- | ------------------ | ---- | ------- |
| 1   | Wiktor Matkowski   | 7    | 10      |
| 2   | Witold Balcerowski | 7,5  | 10      |
| 3   | Jan Gadaliński     | 2,5  | 10      |
| 4   | M.Radziejewski     | 2    | 10      |
| 5   | Tadeusz Żółtek     | 4    | 8       |
| 6   | Mańkowski          | 0,5  | 3       |
| 7   | Kochanowski        | 4    | 9       |
| J1  | Marek Fijałkowski  | 5,5  | 10      |
| W1  | Róża Herman        | 4    | 8       |
| W2  | Wanda Kaczorowska  | 0,5  | 2       |

## WKS Grunwald Poznań
| Nr. | Name                | Pkt. | Partien |
| --- | ------------------- | ---- | ------- |
| 1   | Włodzimierz Schmidt | 6,5  | 10      |
| 2   | Marek Karpiński     | 6    | 10      |
| 3   | Bogdan Pietrusiak   | 4,5  | 10      |
| 4   | Przemysław Ereński  | 4,5  | 10      |
| 5   | Lech Tarkowski      | 5    | 10      |
| 6   | Damian Koralewski   | 2,5  | 8       |
| 7   | Wesołowski          | 0    | 2       |
| J1  | Krzysztof Lipiński  | 0,5  | 10      |
| W1  | Józefa Małolepsza   | 5,5  | 10      |

## AZS Kraków
| Nr. | Name                   | Pkt. | Partien |
| --- | ---------------------- | ---- | ------- |
| 1   | Jerzy Kostro           | 2,5  | 5       |
| 2   | Marek Galewicz         | 3,5  | 8       |
| 3   | Ryszard Czermiński     | 2,5  | 7       |
| 4   | Bronisław Marciszewski | 5,5  | 10      |
| 5   | Andrzej Karaś          | 5    | 8       |
| 6   | Golemo                 | 1    | 4       |
| 7   | Ryszard Serwa          | 0    | 2       |
| 8   | Kazimierz Wojtasiewicz | 5    | 8       |
| 9   | Andrzej Trzeszczkowski | 5    | 7       |
| 10  | Tadeusz Stanisz        | 0    | 1       |
| J1  | Stanisław Biały        | 1,5  | 5       |
| J2  | Mieczysław Gąsior      | 2,5  | 5       |
| W1  | Nowak                  | 0    | 2       |

## KS Portowiec Gdańsk
| Nr. | Name                   | Pkt. | Partien |
| --- | ---------------------- | ---- | ------- |
| 1   | Jerzy Dreszer          | 4,5  | 10      |
| 2   | Wojciech Święcicki     | 2    | 10      |
| 3   | Józef Roszkowski       | 3    | 10      |
| 4   | Stanisław Szczepaniec  | 4    | 10      |
| 5   | Bogusław Kruczyński    | 4,5  | 10      |
| 6   | Mieczysław Nakonieczny | 2,5  | 7       |
| 7   | Bronisław Sulik        | 1,5  | 3       |
| J1  | Jerzy Kot              | 5    | 10      |
| W1  | Władysława Górska      | 4,5  | 10      |

## RKS Drukarz Warszawa
| Nr. | Name                   | Pkt. | Partien |
| --- | ---------------------- | ---- | ------- |
| 1   | Zbigniew Solecki       | 1    | 4       |
| 2   | Eugeniusz Rysak        | 0,5  | 5       |
| 3   | Witold Nowicki         | 3,5  | 10      |
| 4   | Wojciech Zabierzański  | 5    | 10      |
| 5   | Stefan Zapolski        | 4    | 10      |
| 6   | Wojciech Harmata       | 2    | 8       |
| 7   | Andrzej Szujecki       | 2,5  | 8       |
| 8   | Wacław Grudzieński     | 1,5  | 5       |
| J1  | Kazimierz Marcinkowski | 6    | 10      |
| W1  | Otto                   | 1    | 10      |

## ŁKS Łódź
Mannschaft ist nicht angetreten.